# Olympische Winterspiele 2002/Teilnehmer (Iran)
| Gelbes Symbol für Goldmedaillen mit stilisierten Olympischen Ringen | Graues Symbol für Silbermedaillen mit stilisierten Olympischen Ringen | Braundes Symbol für Bronzemedaillen mit stilisierten Olympischen Ringen |
| ------------------------------------------------------------------- | --------------------------------------------------------------------- | ----------------------------------------------------------------------- |
| —                                                                   | —                                                                     | —                                                                       |

Der Iran nahm an den Olympischen Winterspielen 2002 mit einer Delegation von zwei männlichen Sportlern teil, die im alpinen Skilauf und im Skilanglauf teilnahmen.
Für das Land war es die siebte Teilnahme bei Olympischen Winterspielen.

## Flaggenträger
Der Skirennläufer Bagher Kalhor trug die Flagge des Iran während der Eröffnungsfeier im Rice-Eccles Stadium.

## Übersicht der Teilnehmer

### Ski Alpin
Männer
- Bagher Kalhor
Slalom: Ausgeschieden (1. Lauf)

### Skilanglauf
Männer
- Seyed Mostafa Mirhashemi
20 km Verfolgung: 76. Platz (34:42,7 min, nur klassisch, nicht für Freistil qualifiziert)